# BET Presents Beyoncé
BET Presents Beyoncé (BET giới thiệu Beyoncé) là một DVD của ca sĩ R&B người Mỹ Beyoncé Knowles được hành bởi hãng Black Entartainment Televison – Kênh truyền hình giải trí dành cho người da den. Đĩa được phát hành kèm với album B'Day chỉ có tại các cửa hàng của Wal-mart. Đĩa gồm những video hậu trường xoay quanh album B'Day, những video ca nhạc hay nhất cùng những màn trình diễn của cô tại lễ trao giải BET Awards.

## Danh sách video
1. What Is B'Day (B'Day là gì?)
2. The First Single - "Déjà Vu" (Đĩa đơn đầu tiên – "Déjà Vu")
3. Sophomore Jinx? (Năm đại học rắc rối?)
4. My Dream Team (Ê-kíp trong mơ của tôi)
5. "Get Me Bodied"
6. "Irreplaceable"
7. "Dangerously in Love"
8. I'm 100% in control (Tôi 100% làm chủ bản thân mình)
9. Màn trình diễn tại BET Awards 2003 - "Crazy in Love"
10. Màn trình diễn tại BET Awards 2004 - Mo'nique
11. Màn trình diễn tại BET Awards 2006 - "Déjà Vu"
12. Me, Myself and I (Tôi, bản thân tôi và tôi)
13. Dreamgirl (Những cô gái trong mơ)
14. Be a Celebrity (Trở thành người nổi tiếng)
15. Kết thúc

### Video ca nhạc và những màn trình diễn
1. "Déjà Vu"
2. "Déjà Vu" trực tiếp tại BET Awards 2006
3. "Check on It"
4. "Crazy in Love"
5. "Crazy in Love" trực tiếp tại BET Awards 2003
6. "Dangerously in Love"
7. "Me, Myself and I"

### Video khác
1. Access Granted (Thẻ V.I.P của bạn): "Me, Myself and I"
2. Beyoncé All Girl Band Rehearsal (Beyoncé cùng nhóm nhạc nữ tập luyện)
3. Dreamgirls Teaser/Trailer (Quảng bá/ Đoạn phim "xem lén" của Dreamgirl)
4. House of Deréon
5. Sắp tới trên kênh BET
6. Sắp tới tại hãng đĩa Music World